# Swimming to Cambodia
Swimming to Cambodia is een Amerikaanse film uit 1987 onder regie van Jonathan Demme. De film is volledig opgebouwd uit monologen van theatermaker Spalding Gray. In 2013 bracht Shout Factory de film uit op dvd.
Na Swimming to Cambodia zou Gray nog drie andere dergelijke monoloogfilms maken: Terrors of Pleasure (tevens uit 1987), Monster in a Box (1992) en Gray's Anatomy (1996). 